# Эсау, Логона
Логона Эсау (англ. Logona Esau; род. 2 марта 1987) — тяжелоатлет, представляющий на международных стартах Тувалу. Призёр Тихоокеанских игр. Знаменосец сборной Тувалу на первой в её истории Олимпиаде.

## Карьера
Логона Эсау первый представитель Тувалу, добывший медаль на международных соревнованиях. Это достижение ему покорилось на Тихоокеанских мини-играх 2005 года, которые проходили в городе Корор.
Через два года, на Тихоокеанских играх в Самоа Эсау завоевал серебро в соревнованиях в весовой категории до 69 кг. Тогда же он принимал участие в чемпионате мира и занял на нём предпоследнее, 54-е место с суммарным результатом 244 кг (100+144), проиграв чемпиону мира более 100 кг.
В 2008 году Тувалу впервые в истории принимало участие в Олимпиаде. Первым в истории страны знаменосцем на церемонии открытия Игр стал именно Эсау. Выступления же в весовой категории до 69 кг он завершил на 23-м месте, подняв 254 кг (110+144). Этот результат позволил Эсау обойти Низома Сангова из Таджикистана.
В 2013 году второй раз в карьере стал призёром Тихоокеанских мини-игр, вновь добыв бронзу, но уже в категории до 77 кг.